# ISO 14001
Az ISO 14001 az ISO 14000, egy környezetirányítási rendszerekkel (KIR) foglalkozó szabványcsalád része, amelyet azért hoztak létre, hogy egy vállalat tevékenysége, folyamatai során (a) minimálisra csökkentse a környezetre gyakorolt negatív hatásokat (pl. negatív változások a levegőt, földet, vizeket érintően); (b) összhangban kerüljön az alkalmazott törvényekkel, szabályokkal és más környezetvédelemmel kapcsolatos előírásokkal és (c) ezeket folyamatosan fejlessze.

## Az ISO 14001 szabvány
Az ISO 14001 jelölésű szabvány előírja azokat az alapvető szabályokat, amelyekkel egy vállalat hatékony környezetközpontú szemlélettel tudja kialakítani működését, valamint kijelöli az ehhez kapcsolódó eszközöket, amelyek költséghatékonyak, rendszeralapúak, és rugalmasak, valamint tükrözik az összegyűjthető, beépíthető, releváns környezetvédelmi információkat kommunikáló legjobb szervezeti gyakorlatokat.
Az ISO 14001 szabvány egyfajta útmutatóként szolgál a KIR kiépítésében és fejlesztésében.
A szabványt hazánkban az MSZ EN ISO 14001:2005 néven jelölik.

### Alapelvek és módszertan
Ezen jellemzők más ISO szabványokhoz hasonlóan a jól ismert PDCA-cikluson alapszanak.

### Alkalmazásának előnyei
Az ISO 14001 irányelvei szerint működő vállalat kevesebb hulladékot termel működése során, így hatékonyabbá válik a helykihasználás. Kevesebb idő-, energia- és nyersanyag ráfordításra lesz szükség a termelés során, csökkenti az elosztási és az operatív költségeket.
Bizonyítja a cég környezettudatos elkötelezettségét, és az ilyen irányú jogi és szabályozási elvárásoknak való megfelelést, ezáltal a vállalat képes lesz elkerülni a környezetvédelmi bírságokat. Mindez versenyelőnyt jelent a többi céggel szemben, növeli a vállalkozás értékét, új partnereket és ügyfeleket hoz a cégnek, előnyösebb helyzetet jelent a nemzetközi piacon. A szabvány megléte egyértelműen növeli a cég presztízsét a fogyasztók, együttműködő partnerek és a nagyközönség felé.

### Megfelelőség elismerése
ISO 14001 részeiben és egészében arra használható, hogy segítse a szervezetet (profit elérése illetve más célból) jobb kapcsolatot kialakítani a környezettel. Ha az ISO 14001 minden elemét beépítik az irányítási folyamatba, a szervezet alkalmassá válik, annak bizonyítására, hogy illeszkedik és megfelel a nemzetközi szabványnak. Ez az alábbi négy lehetőségek egyikével lehetséges:
- önrendelkezés és saját nyilatkozat készítése, vagy
- megerősítés beszerzése a szabvány rendelkezéseinek betartásáról a szervezetben érdekelt felektől, például ügyfelektől, vagy
- saját nyilatkozatáról szóló megerősítés beszerzése a szervezet külső partnerétől, vagy
- egy külső szervezet általi tanúsítvány/regisztráció beszerzése a saját KIR-éről.

Az ISO utasítása a szabványok vállalaton belüli kiépítése és folyamatos fejlesztése, de külön nem rendelkezik a saját megfelelőség elismertetéséről; politikája semleges a bizonyítás terén. Egyik opció sem jobb, mint a másik, mindegyik más és más piaci igényt szolgál, a szervezet ennek fényében saját maga dönti el, hogy melyiket alkalmazza.

### Az ISO 50001 Energiairányítási szabvány és az ISO 14001 kapcsolata
Az ISO 50001 inkább az energiahatékonyság mérhető adataira és azok javítására fókuszál, míg az ISO 14001 számba veszi egy vállalat minden környezetre gyakorolt hatását. Mindkét rendszert ki lehet építeni önmagában és együtt, vagy más ISO irányítási rendszerekkel (pl. ISO 9001), integrálva is. Ha egy szervezetben az energiagazdálkodás fejti ki a legerősebb környezeti hatást, az ISO 50001 megfelelőbb lehet az ISO 14001-nél, amely bár számos vállalatban kezeli hatékonyan az energiakérdést, azokban a szervezetekben, ahol az energiaköltségek jelentősek, az ISO 50001 specifikusabb keretrendszert ad a cég számára egy körülhatároltabb energiahatékonysági megközelítés alkalmazásához.

## Az ISO 14001 és az ISO 9001 kapcsolata
Az ISO 14001 hasonló a minőségirányítással foglalkozó ISO 9001-hez abban a tekintetben, hogy mindkettő előírásai kevésbé magára termékre, hanem inkább a termék előállítás folyamatára vonatkoznak. Az ISO 9001-hez hasonlóan, a tanúsítvány kiadása harmadik fél által történik, elsődlegesen nem a Nemzetközi Szabványügyi Szervezet (ISO) hajtja végre. Az ISO 19011 audit szabványok vonatkoznak a fent említett szabványokra.

## Az ISO 14001 és azEMASkapcsolata
Az ISO 14001 előírásai integrált részét képezik az Európai Unió Környezetvédelmi Vezetési és Hitelesítési Rendszerének (EMAS).
Az EMAS struktúrája és anyagi előírásai több követelést rögzítenek, főként a működési jellemzők javítására, fejlesztésére, a jogszabályok betartatására és a jelentési kötelezettségekre koncentrál.
Az ISO 14001 és az EMAS előírásai nagyon hasonlóak, az EMAS azonban további előírásokat tartalmaz, amelyek a következők:
- szigorúbb elvárások a mérési és értékelési környezeti teljesítményekkel kapcsolatos célkitűzésekre vonatkozóan
- a környezetvédelmi hitelesítők kormány általi felügyelete
- az alkalmazottak erőteljes bevonása, az EMAS-ban működő szervezetek elismerik, hogy az aktív munkatársi bevonás vezető ereje és előfeltétele a folyamatos és sikeres környezetvédelmi fejlődésnek
- az alapvető környezetvédelmi indikátorok évekre visszamenőleg szóló összehasonlíthatóságot teremtenek a szervezeten belül, és a szervezetek között is
- kötelező rendelkezésekről szóló informálás az általános közönségnek
- hatóság általi regisztráció

## Fordítás
Ez a szakasz részben vagy egészben az ISO 14000 című angol Wikipédia-szócikk ISO 14001 standard című fejezete ezen változatának fordításán alapul.  Az eredeti cikk szerkesztőit annak laptörténete sorolja fel. Ez a jelzés csupán a megfogalmazás eredetét és a szerzői jogokat jelzi, nem szolgál a cikkben szereplő információk forrásmegjelöléseként.